# FILM LOTUS
『FILM LOTUS』（フィルム・ロータス）は、日本の女性歌手・中島美嘉の1作目のミュージックビデオ集および、映像作品シリーズ。
上述の作品は、VHSとDVDが同日に発売された (後述)。
以下の9タイトルがリリースされている。
- FILM LOTUS (後述)
- FILM LOTUS II
- FILM LOTUS III
- FILM LOTUS IV
- FILM LOTUS V 〜SOUTHERN COMFORT 2006〜
- FILM LOTUS VI
- FILM LOTUS VII
- FILM LOTUS VIII
- FILM LOTUS IX

また、これとは別に1作から8作まで新たに総括させたコンプリート・クリップ集『GREATEST LOTUS』についても、本作で記載する。

## 解説 (FILM LOTUS)
1stシングル「STARS」から3rdシングル「ONE SURVIVE」までのミュージック・ビデオとメイキング映像等が収録されている。また特典としてクレジット、デビュー前の貴重なプライベート映像、ドラマ『傷だらけのラブソング』でのオーディションやドキュメンタリー映像、撮影メイキング映像も収録。
ジャケット・アートワークは、3rdシングル撮影の時のものが起用されている。
初回限定のみスリーブ・ケース仕様。

## 収録曲 (FILM LOTUS)
【VIDEO CLIPS】
ミュージック・ビデオ
1. STARS
1stシングル
2. CRESCENT MOON
2ndシングル
3. DESTINY'S LOTUS
2ndシングルカップリング曲
4. AMAZING GRACE
2ndシングルカップリング曲
5. ONE SURVIVE
3rdシングル

【PROFILE】
プレデビュー映像 (特典)
1. Introducing Video I -AUG~SEP 2001-
2. Introducing Video II -SEP 2001-
3. Introducing Video III -OCT~NOV 2001-

【MAKING】
ミュージック・ビデオメイキング映像
1. Making of "STARS"
2. Making of "CRESCENT MOON"
3. Making of "ONE SURVIVE"

【PHOT & TV SPOT】
1st〜3rdシングルのジャケット撮影シューティング及び、スポット映像 (特典)
1. "STARS" Photo Session & TV Spot
2. "CRESCENT MOON" Photo Session & TV Spot
3. "ONE SURVIVE" Photo Session & TV Spot

【DRAMA】
ドラマ『傷だらけのラブソング』よりスピンオフ未公開シーンを含めた制作ドキュメント、プライベート映像 (特典)
- The Document & Private Film Take From The Footage「傷だらけのラブソング」

## FILM LOTUS II
『FILM LOTUS II』(フィルム・ロータス・ツー)は中島美嘉の2作目のミュージック・ビデオ。VHSとDVDが同日に発売された。

### 解説
4thシングル「Helpless Rain」から6thシングル「愛してる」、1stアルバムからリード曲「HEAVEN ON EARTH」、ミニ・アルバム収録の「RESISTANCE」までのミュージック・ビデオとメイキング映像等が収録されている。また特典として初のプレミアムライブの模様、テレビCMが収録されている。
なお、本作までVHSとの同日リリースは行われているが、次作以降からはDVDのみの発売となる。
ジャケット・アートワークは、6thシングル撮影の時のものが起用されている。
初回限定のみスリーブ・ケース仕様。

### 収録曲
【VIDEO CLIPS】
ミュージック・ビデオ
1. HEAVEN ON EARTH
1stアルバム「TRUE」収録曲、本作から撮り下ろされている。
2. Helpless Rain
4thシングル
3. WILL
5thシングル
4. RESISTANCE
1stミニアルバム「RESISTANCE」表題曲
5. 愛してる
6thシングル

【MAKING】
ミュージック・ビデオメイキング映像
1. Making of "HEAVEN ON EARTH"
2. Making of "Helpless Rain"
3. Making of "WILL"
4. Making of "RESISTANCE"
5. Making of "愛してる"

【PREMIUM LIVE】
- 2002.3.10 @ SHIBUYA-AX
(ONE SURVIVE / STARS［Acoustic］)
2002年3月10日にSHIBUYA-AXにおいて行われた初の単発ライブからのダイジェスト映像
- 2002.11.4 @ RIKKYO UNIVERSITY
(HEAVEN ON EARTH 〜 ONE SURVIVE 〜 aroma 〜 WILL 〜 STARS 〜 A MIRACLE FOR YOU)
11月4日に立教大学において行われた学園祭ツアーのダイジェスト映像

【TV SPOT】
4th〜6thシングル及び、1stアルバム〜ミニ・アルバムのスポット映像 (特典)
1. "Helpless Rarn" TV SPOT
2. "WILL" TV SPOT
3. "TRUE" TV SPOT
4. "RESISTANCE" TV SPOT
5. "愛してる" TV SPOT

## FILM LOTUS III
『FILM LOTUS III』(フィルム・ロータス・スリー)は中島美嘉の3作目のミュージック・ビデオ。

### 解説
7thシングル「Love Addict」から10thシングル「雪の華」、2ndアルバムからリード曲「Venus in The Dark」までのミュージック・ビデオとメイキング映像等が収録されている。また特典としてプレミアムライブの模様とテレビCMが収録されている。「接吻」はシングル発売当初はミュージック・ビデオが制作されていなかったが、本作のために「Venus in The Dark」と共に撮り下おし映像として収録。
今作以降からはDVDのみでのリリースとなる。また、本作まではジュエルケース（通常ケース）仕様となっているが、次作からはトールケース（従来の映像専用ケース）仕様となる。
ジャケット・アートワークは、10thシングル撮影の時のものが起用されている。
初回限定のみスリーブ・ケース仕様。

### 収録曲
【VIDEO CLIPS】
ミュージック・ビデオ
1. Love Addict
7thシングル
2. 接吻
8thシングル
3. FIND THE WAY
9thシングル
4. 雪の華
10thシングル
5. Venus in The Dark
2ndアルバム「LOVE」収録曲

【MAKING】
ミュージック・ビデオメイキング映像
1. Making of "Love Addict"
2. Making of "接吻"
3. Making of "FIND THE WAY"
4. Making of "雪の華"
5. Making of "Venus in The Dark"

【PREMIUM LIVE】
- "接吻" LIVE @ Shinjuku LIQUIDROOM
2003年9月14日に新宿区・LIQUIDROOMにおいて行われた単発ライブより歌唱シーンを収録。

【TV SPOT】
7th及び、9th〜10thシングルのスポット映像 (特典)
1. "Love Addict" TV SPOT
2. "FIND THE WAY" TV SPOT
3. "雪の華" TV SPOT

## FILM LOTUS IV
『FILM LOTUS IV』(フィルム・ロータス・フォー)は中島美嘉の4作目のミュージック・ビデオ。

### 解説
11thシングル「SEVEN」から14thシングル「桜色舞うころ」までのミュージック・ビデオとメイキング映像等が収録されている。また特典としてプレミアムライブの模様とテレビCMが収録されている。
今作以降からはトールケース（従来の映像専用ケース）仕様となる。また、携帯型ゲーム機・PSP専用のメディアソフトUMDが同日に発売された。

### 収録曲
【VIDEO CLIPS】
ミュージック・ビデオ
1. SEVEN
11thシングル
2. 火の鳥
12thシングル
3. LEGEND
13thシングル
4. FAKE
13thシングルカップリング曲
5. 桜色舞うころ
14thシングル

【MAKING】
ミュージック・ビデオメイキング映像
1. Making of "SEVEN"
2. Making of "火の鳥"
3. Making of "LEGEND"
4. Making of "FAKE"
5. Making of "桜色舞うころ"

【PREMIUM LIVE】
- "A MIRACLE FOR YOU"
2004年6月2日にグランキューブ大阪において行われた全国ツアー「MIKA NAKASHIMA concert tour 2004 "LØVE" FINAL」より歌唱シーンを収録。

【TV SPOT】
11th〜14thシングル及び、2ndミニ・アルバムスポット映像 (特典)
1. "SEVEN" TV SPOT
2. "火の鳥 TV SPOT
3. "朧月夜〜祈り" TV SPOT
4. "LEGEND" TV SPOT
5. "桜色舞うころ" TV SPOT

## FILM LOTUS V 〜SOUTHERN COMFORT 2006〜
『FILM LOTUS V 〜SOUTHERN COMFORT 2006〜』(フィルム・ロータス・ファイヴ・サザン・コンフォート・2006)は中島美嘉の5作目のミュージック・ビデオ。

### 解説
16thシングル「CRY NO MORE」と17thシングル「ALL HANDS TOGETHER」のミュージック・ビデオが収録されている。
これまでの「FILM LOTUS」シリーズとは異なり、合間にインタビューや、前年にアメリカ合衆国テネシー州メンフィスでミュージックビデオの撮影に訪れた際の密着映像や、同年8月にハリケーン・カトリーナの被害を受けた音楽都市ニューオーリンズの被災地へ訪問した密着映像を、ドキュメント・タッチ風に仕上げられている。

### 収録曲
1. introduction (AMAZING GRACE)
オープニング映像
2. Mika's Interview (ゴスペルを知るきっかけ)
インタビュー映像
3. CRY NO MORE (TV SPOT)
16thシングルのスポット映像
4. CRY NO MORE (VIDEO CLIP)
16thシングルのミュージック・ビデオ
4thアルバム『YES』初回生産限定盤特典DVDにも収録。
5. Mika's Interview (なぜメンフィスだったのか)
インタビュー映像
6. Document from Memphis & Clarksdale
ドキュメント映像
7. Mika's Interview (メンフィスの印象)
インタビュー映像
8. BLACK & BLUE (VIDEO CLIP)
16thシングルカップリングのミュージック・ビデオ
4thアルバム『YES』初回生産限定盤特典DVDにも収録。
9. Mika's Interview (ブルースについて)
インタビュー映像
10. THE ROSE (LIVE)
ライヴ歌唱映像
11. Mika's Interview (ハリケーン・カトリーナ/ニュース映像)
インタビュー映像
12. ALL HANDS TOGETHER (TV SPOT)
17thシングルのスポット映像
13. Mika's Interview (チャリティーシングルについて)
インタビュー映像
14. ALL HANDS TOGETHER (VIDEO CLIP)
17thシングルのミュージック・ビデオ
4thアルバム『YES』初回生産限定盤特典DVDにも収録。
15. Mika's Interview (@ New Orleans)
インタビュー映像
16. Making of "ALL HANDS TOGETHER"
17thシングルのミュージック・ビデオメイキング映像
17. Mika's Interview (アラン・トゥーサンの印象)
インタビュー映像
18. WHAT A WONDERFUL WORLD (LIVE)
17thシングルカップリングのライヴ歌唱映像
4thアルバム『YES』初回生産限定盤特典DVDにも収録。
19. Allen Toussaint Interview
インタビュー映像
20. Requiem for New Orleans (Mika talks...)
メッセージトーク映像
21. Mika's Interview (プロジェクトを振り返って)
インタビュー映像
22. ending roll
エンディング映像

## FILM LOTUS VI
『FILM LOTUS VI』(フィルム・ロータス・シックス)は中島美嘉の6作目のミュージック・ビデオ。

### 解説
18thシングル「MY SUGAR CAT」から20thシングル「素直なまま」までのミュージック・ビデオとメイキング映像、テレビCMが収録されている。
ジャケット・アートワークは、21stシングル『LIFE』（ミュージックビデオは次作に収録）撮影時のものが起用されている。

### 収録曲
【VIDEO CLIPS】
ミュージック・ビデオ
1. MY SUGAR CAT
18thシングル
4thアルバム『YES』初回生産限定盤特典DVDより。
2. 一色
NANA starring MIKA NAKASHIMA名義の2ndシングル
3. 見えない星
19thシングル
4thアルバム『YES』初回生産限定盤特典DVDより。
4. I LOVE YOU
19thシングルカップリング曲
4thアルバム『YES』初回生産限定盤特典DVDより。
5. 素直なまま
20thシングル
今作のみ4thアルバム『YES』初回生産限定盤特典DVDには収録せず、本作で初収録となった。

【MAKING】
ミュージック・ビデオメイキング映像
1. MAKING OF "MY SUGAR CAT"
2. MAKING OF "一色"
3. MAKING OF "見えない星"
4. MAKING OF "I LOVE YOU"
5. MAKING OF "素直なまま"

【TV SPOT】
18th〜19thシングル及び、4thアルバムスポット映像
1. "MY SUGAR CAT" TV SPOT
2. "一色" TV SPOT
3. "見えない星" TV SPOT
4. "YES" TV SPOT

## FILM LOTUS VII
『FILM LOTUS VII』(フィルム・ロータス・セブン)は中島美嘉の7作目のミュージック・ビデオ。

### 解説
21stシングル「LIFE」から24thシングル「ORION」、コンピレーションアルバムからリード曲「GAME」までのミュージック・ビデオとメイキング映像、ライヴ映像、テレビCM等が収録されている。
ジャケット・アートワークは、5thアルバム『VOICE』より別カットのものが起用された。

### 収録曲
【VIDEO CLIPS】
ミュージック・ビデオ
1. LIFE
21stシングル
5thアルバム『VOICE』初回生産限定盤特典DVDより。
2. 永遠の詩
22ndシングル
5thアルバム『VOICE』初回生産限定盤特典DVDより。
3. SAKURA〜花霞〜
23rdシングル
5thアルバム『VOICE』初回生産限定盤特典DVDより。
4. I DON'T KNOW
MICA 3 CHU（中島美嘉×森三中）名義でリリースされたシングル
5thアルバム『VOICE』初回生産限定盤特典DVDより。
5. ORION
24thシングル
5thアルバム『VOICE』初回生産限定盤特典DVDより。
6. FOCUS
24thシングルカップリング曲
5thアルバム『VOICE』初回生産限定盤特典DVDより。
7. GAME
コンピレーションアルバム「NO MORE RULES.」収録曲
上述アルバム初回生産限定盤特典DVDより。

【MAKING】
ミュージック・ビデオメイキング映像
1. MAKING OF "LIFE"
2. MAKING OF "永遠の詩"
3. MAKING OF "SAKURA〜花霞〜"
4. MAKING OF "I DON'T KNOW"
5. MAKING OF "ORION"
6. MAKING OF "FOCUS"
7. MAKING OF "GAME"

【PREMIUM LIVE】
- "THE ROSE" from「サントリー1万人の第九」
- "あなたがいるから" from「平成神宮 月夜の宴」

【TV SPOT】
21st〜24thシングルのスポット映像
1. LIFE TV SPOT
2. 永遠の詩 TV SPOT
3. SAKURA〜花霞〜 TV SPOT
4. I DON'T KNOW TV SPOT
5. ORION TV SPOT

## FILM LOTUS VIII
『FILM LOTUS VIII』(フィルム・ロータス・エイト)は中島美嘉の8作目のミュージック・ビデオ。

### 解説
25thシングル「Over Load」から31stシングル「LOVE IS ECSTASY」までのミュージック・ビデオとメイキング映像、ドキュメント映像、テレビCM等が収録されている。
ジャケット・アートワークは、31stシングルより別カットのものが起用された。
本作リリースから2ヶ月後の3月28日には、1作から今作までのミュージック・ビデオを総括したコンプリート・クリップ集『GREATEST LOTUS』が発売された。

### 収録曲
＜VIDEO CLIPS＞
ミュージック・ビデオ
1. Over Load
25thシングル
6thアルバム『STAR』初回生産限定盤特典DVDより。
2. CANDY GIRL
26thシングル
6thアルバム『STAR』初回生産限定盤特典DVDより。
3. 流れ星
27thシングル
6thアルバム『STAR』初回生産限定盤特典DVDより。
4. ALWAYS
28thシングル
6thアルバム『STAR』初回生産限定盤特典DVDより。
5. 一番綺麗な私を
29thシングル
上述シングル初回生産限定盤特典DVDより。
6. Dear
30thシングル
7thアルバム『REAL』初回生産限定盤特典DVDより。
7. LOVE IS ECSTASY
31stシングル
上述シングル初回生産限定盤特典DVDより。

＜MAKING＞
ミュージック・ビデオメイキング映像
1. MAKING OF "Over Load"
2. MAKING OF "CANDY GIRL"
3. MAKING OF "流れ星"
4. MAKING OF "ALWAYS"
5. MAKING OF "一番綺麗な私を"
6. MAKING OF "Dear"
7. MAKING OF "LOVE IS ECSTASY"

＜DOCUMENT＞
- A MIRACLE FOR YOU <2011>
1stアルバム「TRUE」のラストを飾る楽曲のニューレコーディング風景の模様を収録。この音源は30thシングルのカップリング曲に収録されている。
- MIKA NAKASHIMA CONCERT TOUR 2011 “THE ONLY STAR” REHEARSAL DOCUMENT
同年2月29日リリースのDVD/Blu-ray作品からリハーサルでの模様を収録。

＜TV SPOT＞
25th〜31stシングルのスポット映像
1. Over Load
2. CANDY GIRL
3. 流れ星
4. ALWAYS
5. 一番綺麗な私を
6. Dear
7. LOVE IS ECSTASY

## GREATEST LOTUS
『GREATEST LOTUS』(グレイテスト・ロータス)は中島美嘉のコンプリート・クリップ集。

### 解説
これまでの「FILM LOTUS」シリーズ（VIIまで）の中からミュージック・ビデオのみを完全網羅した、初のコンプリート・クリップ集。過去にもベスト・クリップ集『BEST』をリリースしていたが、今作はデビュー10周年を記念した作品となっている。
また特典映像として、これまでの “秘蔵映像” を振り返るクイズ形式の番組「GREATEST CHALLENGE」を追加収録。
本作リリースの2ヶ月前1月11日には、「FILM LOTUS VII」が、2月29日にはライヴ映像『MIKA NAKASHIMA CONCERT TOUR 2011 THE ONLY STAR』がリリースされている。また、上述ライヴ映像のBlu-ray Discが本作と同日にリリースされた。

### 収録曲

#### Disc 1
1. STARS
1stシングル
『FILM LOTUS』より。
2. CRESCENT MOON
2ndシングル
『FILM LOTUS』より。
3. DESTINY'S LOTUS
3rdシングルカップリング曲
『FILM LOTUS』より。
4. AMAZING GRACE
3rdシングルカップリング曲
『FILM LOTUS』より。
5. ONE SURVIVE
4thシングル
『FILM LOTUS』より。
6. HEAVEN ON EARTH
1stアルバム「TRUE」収録曲
『FILM LOTUS II』より。
7. Helpless Rain
4thシングル
『FILM LOTUS II』より。
8. WILL
5thシングル
『FILM LOTUS II』より。
9. RESISTANCE
1stミニアルバム「RESISTANCE」表題曲
『FILM LOTUS II』より。
10. 愛してる
6thシングル
『FILM LOTUS II』より。
11. Love Addict
7thシングル
『FILM LOTUS III』より。
12. 接吻
8thシングル
『FILM LOTUS III』より。
13. FIND THE WAY
9thシングル
『FILM LOTUS III』より。
14. 雪の華
10thシングル
『FILM LOTUS III』より。
15. Venus in The Dark
2ndアルバム「LOVE」収録曲
『FILM LOTUS III』より。
16. SEVEN
11thシングル
『FILM LOTUS IV』より。
17. 火の鳥
12thシングル
『FILM LOTUS IV』より。
18. LEGEND
13thシングル
『FILM LOTUS IV』より。
19. FAKE
13thシングルカップリング曲
『FILM LOTUS IV』より。
20. 桜色舞うころ
14thシングル
『FILM LOTUS IV』より。
21. ひとり
15thシングル
ベストクリップ集『BEST』より。
22. GLAMOROUS SKY
NANA starring MIKA NAKASHIMA名義の1stシングル
ベストクリップ集『BEST』より。
23. CRY NO MORE
16thシングル
『FILM LOTUS V 〜SOUTHERN COMFORT 2006〜』より。
24. BLACK & BLUE
16thシングルカップリング曲
『FILM LOTUS V 〜SOUTHERN COMFORT 2006〜』より。

#### Disc 2
1. ALL HANDS TOGETHER
17thシングル
『FILM LOTUS V 〜SOUTHERN COMFORT 2006〜』より。
2. MY SUGAR CAT
18thシングル
『FILM LOTUS VI』より。
3. 一色
NANA starring MIKA NAKASHIMA名義の2ndシングル
『FILM LOTUS VI』より。
4. 見えない星
19thシングル
『FILM LOTUS VI』より。
5. I LOVE YOU
19thシングルカップリング曲
『FILM LOTUS VI』より。
6. 素直なまま
20thシングル
『FILM LOTUS VI』より。
7. LIFE
21stシングル
『FILM LOTUS VII』より。
8. 永遠の詩
22ndシングル
『FILM LOTUS VII』より。
9. SAKURA〜花霞〜
23rdシングル
『FILM LOTUS VII』より。
10. I DON'T KNOW
MICA 3 CHU（中島美嘉×森三中）名義でリリースされたシングル
『FILM LOTUS VII』より。
11. ORION
24thシングル
『FILM LOTUS VII』より。
12. FOCUS
24thシングルカップリング曲
『FILM LOTUS VII』より。
13. GAME
コンピレーションアルバム「NO MORE RULES.」収録曲
『FILM LOTUS VII』より。
14. Over Load
25thシングル
『FILM LOTUS VIII』より。
15. CANDY GIRL
26thシングル
『FILM LOTUS VIII』より。
16. 流れ星
27thシングル
『FILM LOTUS VIII』より。
17. ALWAYS
28thシングル
『FILM LOTUS VIII』より。
18. 一番綺麗な私を
29thシングル
『FILM LOTUS VIII』より。
19. Dear
30thシングル
『FILM LOTUS VIII』より。
20. LOVE IS ECSTASY
31stシングル
『FILM LOTUS VIII』より。

-特典映像-
1. GREATEST CHALLENGE

## FILM LOTUS IX
『FILM LOTUS IX』(フィルム・ロータス・ナイン)は中島美嘉の9作目のミュージック・ビデオ。

### 解説
32ndシングル「明日世界が終わるなら」から36thシングル「花束」までのミュージック・ビデオとメイキング映像、ドキュメント映像、アルバムジャケット撮影、テレビCM等が収録されている。
ジャケット・アートワークは、36thシングルより別カットのものが起用された。
「FILM LOTUS」シリーズとしては現時点では最新作となっている。またシリーズ初のBlu-ray Discと同日リリースされた。

### 収録曲 (DVD/Blu-ray共通)
【VIDEO CLIPS】
ミュージック・ビデオ
1. 明日世界が終わるなら
32ndシングル
上述シングル初回生産限定盤特典DVDより。
2. 初恋
33rdシングル
上述シングル初回生産限定盤特典DVDより。
3. 愛詞
34thシングル
上述シングル初回生産限定盤特典DVDより。
4. 僕が死のうと思ったのは
35thシングル
上述シングル初回生産限定盤特典DVDより。
5. Fighter
中島美嘉×加藤ミリヤ名義のシングル1曲目
上述シングル初回生産限定盤特典DVDより。
6. Gift
中島美嘉×加藤ミリヤ名義のシングル2曲目
上述シングル初回生産限定盤特典DVDより。
7. 花束
36thシングル
上述シングル初回生産限定盤特典DVDより。

【MAKING】
ミュージック・ビデオメイキング映像
1. 明日世界が終わるなら
2. 初恋
3. 愛詞
4. 僕が死のうと思ったのは
5. 花束

【Album Photo Session】
- REAL
7thアルバムジャケット撮影
- ずっと好きだった〜ALL MY COVERS〜
1stカヴァーアルバムジャケット撮影
- TEARS
3rdベストアルバムジャケット撮影

【TV SPOT】
32nd〜36thシングルのスポット映像
1. 明日世界が終わるなら
2. 愛詞
3. 僕が死のうと思ったのは
4. Fighter
5. Fighter/Gift
6. 花束